# Осиновка (Тогучинский район)
Осиновка — деревня в Тогучинском районе Новосибирской области. Входит в состав Сурковского сельсовета.

## География
Площадь деревни — 27 гектаров.

## История
Впервые упоминается материалах третьей ревизии - 1763 году.

## Население
| 2002 | 2007 | 2010 |
| ---- | ---- | ---- |
| 22   | ↗26  | ↘22  |

## Инфраструктура
В деревне по данным на 2007 год отсутствует социальная инфраструктура.